# Strada provinciale 24 Grizzana
La strada provinciale 24 Grizzana è una strada provinciale italiana della città metropolitana di Bologna.

## Percorso
Inizia a Vergato partendo dalla SS 64 ed attraversando il Reno, dopo il quale entra subito nel comune di Grizzana Morandi. Qui guadagna quota e tocca alcune piccole frazioni, come Carviano. Procedendo lungo il confine del Parco regionale storico di Monte Sole giunge nel paese di Grizzana (547 m s.l.m.). Comincia allora la discesa nella valle del fiume Setta, che si conclude a Pian di Setta. A Ponte Locatello, infine, termina innestandosi sulla ex SS 325.